# Demetrios II
El MV Demetrios II, también conocido como Dimitrios II, fue un buque de carga, construido en 1964 por J. J. Sietas en su astillero de Hamburgo-Neuenfelde, Alemania. Los nombres que tuvo el buque fueron Arn X (1964-1970), Lühe (1970-1976), Tor Nordia (1976-1978), Luhedeic (1978-1987), Sofia S (1987-1988), Anastasia (1988-1996), Demetrios II (1996-1998). El barco encalló frente a la costa de la isla mediterránea de Chipre en 1998.

## Hundimiento

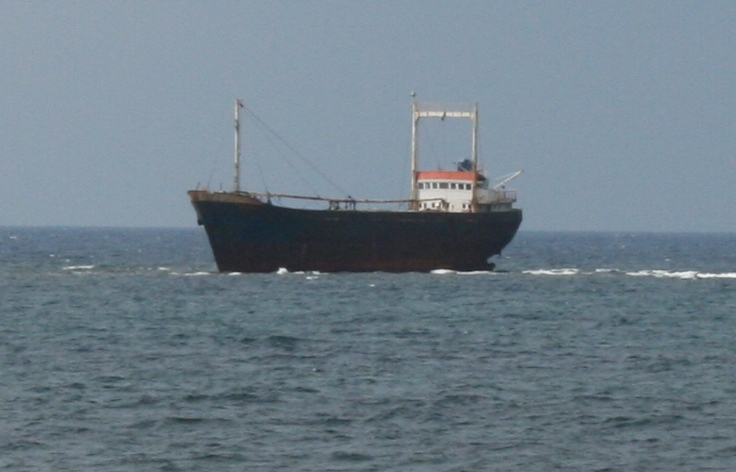
Los restos del naufragio encallados vistos desde la costa, año 2007.

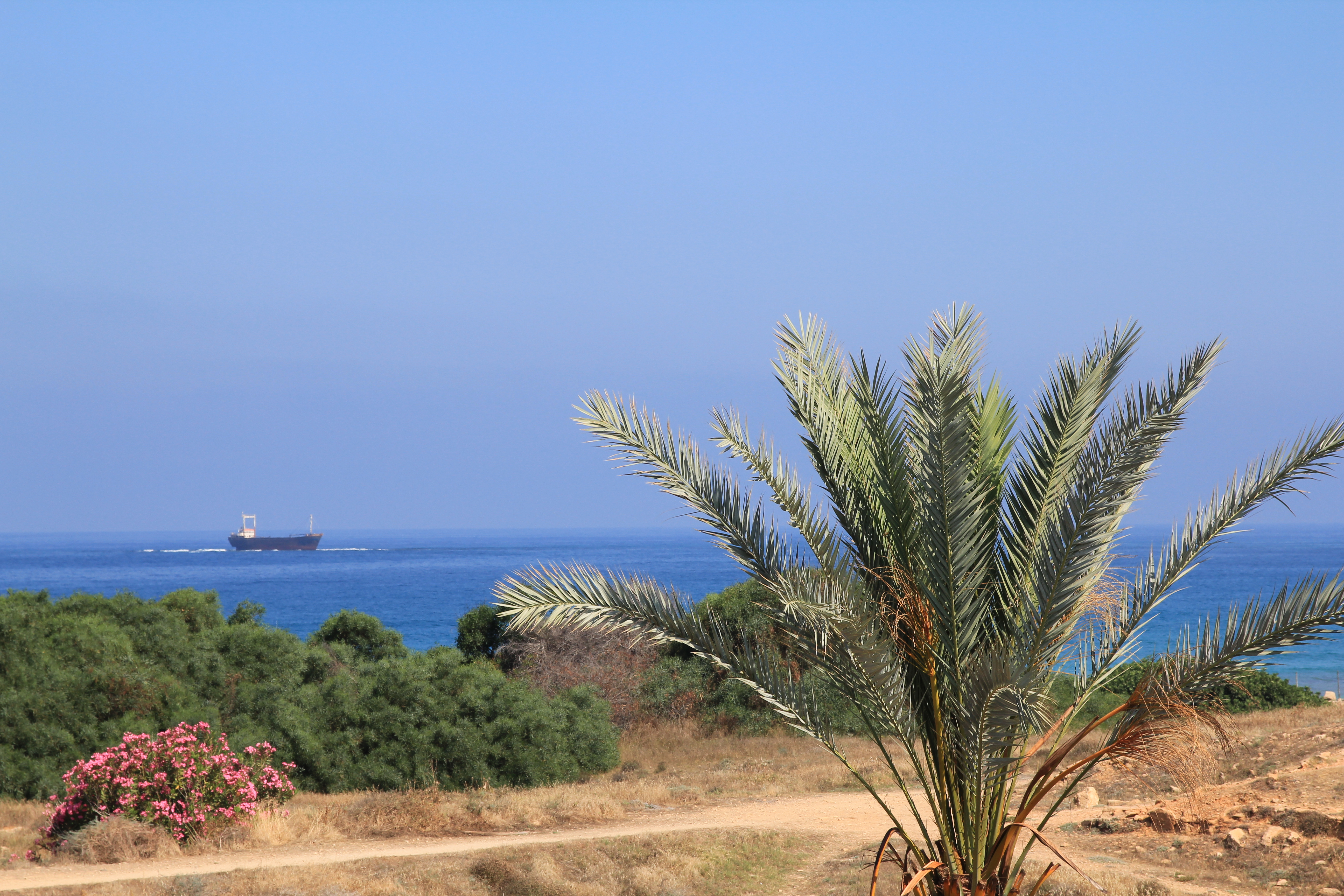
Los restos del naufragio encallados vistos desde la costa, año 2011.

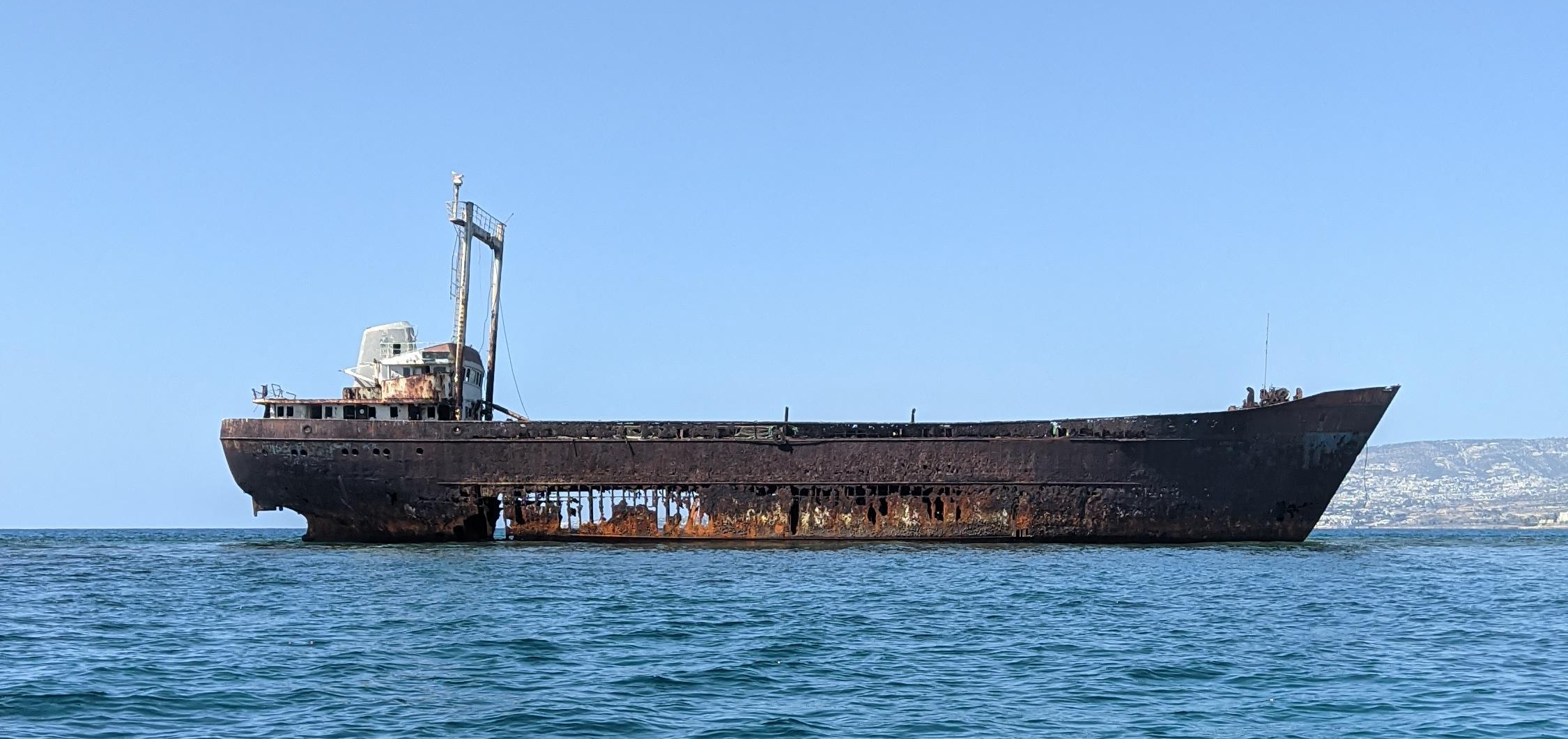
Una imagen del naufragio significativamente erosionado visto desde el agua en 2024.

El M/V Demetrios II, de bandera hondureña, encalló frente al faro de Pafos (Chipre) el 23 de marzo de 1998 en mar gruesa, durante un viaje de Grecia a Siria con un cargamento de madera.
En el momento del accidente, el barco contaba con ocho tripulantes: 4 griegos, 2 paquistaníes y 2 sirio . La tripulación fue rescatada y transportada por aire a un lugar seguro de Pafos por un helicóptero militar británico.
Posteriormente se confirmó en la revista Lloyd's List que los certificados de competencia marítima del capitán griego y del primer oficial paquistaní habían sido falsificados.
El pecio del naufragio se puede ver claramente mientras se viaja por el centro de Pafos hasta Coral Bay Road.